# Jean-Victor Lavril
Jean-Victor Lavril (né le 24 août 1969 en Martinique) est un joueur de football français (international martiniquais), qui évoluait au poste de milieu de terrain.

## Biographie

### Carrière en sélection
Avec l'équipe de Martinique, il joue 22 matchs (pour un but inscrit) entre 2002 et 2007. 
Il figure dans le groupe des sélectionnés lors des Gold Cup de 2002 et de 2003. La Martinique atteint les quarts de finale de cette compétition en 2002.

## Palmarès
CS Case-Pilote
- Coupe de la Martinique (1) :
  - Vainqueur : 2005-06.